# Место под солнцем (фильм, 1982)
«Место под солнцем» — советский короткометражный фильм-драма 1982 года, снятый творческим объединением «Экран». Премьера: 29 июня 1987 года.

## Сюжет
В основе сюжета — острая конфликтная ситуация, возникшая между молодым человеком, владельцем «Жигулей» и стариком-инвалидом, ветераном войны, который своим стареньким «Запорожцем» случайно поцарапал «Жигули», извинился и хотел уладить конфликт полюбовно, компенсировав ущерб на месте. Однако водитель «Жигулей», желая покрасоваться перед молоденькой служащей бензоколонки, повёл себя неадекватно, ударил старика по лицу и сильно толкнул, уронив на землю. Сев в свой «Запорожец», разозлившийся ветеран уже намеренно несколько раз протаранил «Жигули» — и от мести их хозяина его спас лишь подъехавший наряд ГАИ, вызванный оператором бензоколонки, на территории которой и происходили все эти действия. Молодой владелец «Жигулей» стал обвинять во всём старика, а когда вскрылась правда, безуспешно попытался предложить взятку сотруднику ГАИ. В итоге старика отпустили, а владелец «Жигулей» остался у своей разбитой машины.

## В ролях
- Иван Соловьёв — старик-инвалид, водитель «Запорожца»
- Вячеслав Невинный — Леонтьев И. С., лейтенант милиции, инспектор ГАИ
- Александр Соловьёв — молодой владелец новых «Жигулей»
- Наталья Казначеева — Маша, работница бензозаправки
- Алексей Горячев — сержант милиции, инспектор ГАИ